# Metanema excavaria
Metanema excavaria là một loài bướm đêm trong họ Geometridae.